# Arachnoides tenuis
Arachnoides tenuis is een zee-egel uit de familie Clypeasteridae.
De wetenschappelijke naam van de soort werd in 1938 gepubliceerd door Hubert Lyman Clark.